# Lijst van attracties in Disney California Adventure Park
Deze pagina bevat een lijst van attracties in het Amerikaanse attractiepark Disney California Adventure Park.

## Huidige attracties
| Naam                                            | Opening                                                                                                  | Attractietype              | Afbeelding |
| ----------------------------------------------- | --- | -------------------------- | ---------- |
| Animation Academy                               | 8 februari 2001                                                                                          | Tekenles                   |            |
| The Bakery Tour                                 | Onbekend                                                                                                 | Walkthrough                |            |
| Games of Pixar Pier                             | 23 juni 2018 (als Games of Pixar Pier) 8 februari 2001 (als Games of the Boardwalk)                      | Kermisspellen              |            |
| Golden Zephyr                                   | 8 februari 2001                                                                                          | Flying machine             |            |
| Goofy's Sky School                              | 1 juli 2011                                                                                              | Wildemuis-achtbaan         |            |
| Grizzly River Run                               | 8 februari 2001                                                                                          | Rapid river                |            |
| Guardians of the Galaxy - Mission: Breakout!    | 27 mei 2017                                                                                              | Vrije val                  |            |
| Incredicoaster                                  | 23 juni 2018 (als Incredicoaster) 8 februari 2001 (als California Screamin')                             | Stalen achtbaan            |            |
| Inside Out Emotional Whirlwind                  | 28 juni 2019                                                                                             | Luchtballonnencarrousel    |            |
| Jessie's Critter Carousel                       | 5 april 2019                                                                                             | Draaimolen                 |            |
| Jumpin' Jellyfish                               | 8 februari 2001                                                                                          | Paratower                  |            |
| The Little Mermaid ~ Ariel's Undersea Adventure | 3 juni 2011                                                                                              | Darkride                   |            |
| Luigi's Rollickin' Roadsters                    | 7 maart 2016                                                                                             | Trackless voertuigen       |            |
| Mater's Junkyard Jamboree                       | 15 juni 2012                                                                                             | Dubbele Demolition Derby   |            |
| Mickey's PhilharMagic                           | 26 april 2019                                                                                            | 4D-film                    |            |
| Monsters, Inc. Mike & Sulley to the Rescue!     | 23 januari 2006                                                                                          | Darkride                   |            |
| Pixar Pal-A-Round                               | 23 juni 2018 (als Pixar Pal-A-Round) 4 mei 2009 (als Mickey's Fun Wheel) 8 februari 2001 (als Sun Wheel) | Excentriek reuzenrad       |            |
| Radiator Springs Racers                         | 15 juni 2012                                                                                             | Darkride en slot car racer |            |
| Red Car Trolley                                 | 15 juni 2012                                                                                             | Tram                       |            |
| Redwood Creek Challenge Trail                   | 8 februari 2001                                                                                          | Speeltuin                  |            |
| Silly Symphony Swings                           | 11 juni 2010                                                                                             | Zweefmolen                 |            |
| Soarin' Around the World                        | 17 juni 2016 (als Soarin' Around the World) 8 februari 2001 (als Soarin')                                | Panoramavliegsimulator     |            |
| Sorcerer's Workshop                             | Onbekend                                                                                                 | Interactief paviljoen      |            |
| Toy Story Midway Mania!                         | 17 juni 2008                                                                                             | Interactieve darkride      |            |
| Turtle Talk with Crush                          | 15 juli 2005                                                                                             | Interactieve film          |            |

## Voormalige attracties
| Naam                              | Opening         | Sluiting          | Attractietype           | Afbeelding |
| --------------------------------- | --------------- | ----------------- | ----------------------- | ---------- |
| Bountiful Valley Farm             | 8 februari 2001 | 7 september 2010  | Speeltuin               |            |
| California Screamin'              | 8 februari 2001 | 8 januari 2018    | Stalen lanceerachtbaan  |            |
| Flik's Flyers                     | 7 oktober 2002  | 5 september 2018  | Luchtballonnencarrousel |            |
| Francis' Ladybug Boogie           | 7 oktober 2002  | 5 september 2018  | Demolition Derby        |            |
| Golden Dreams                     | 1 februari 2001 | 7 september 2008  | Film                    |            |
| Heimlich's Chew Chew Train        | 7 oktober 2002  | 5 september 2018  | Rondrit                 |            |
| It's Tough to be a Bug!           | 8 februari 2001 | 19 maart 2018     | 4D-film                 |            |
| King Triton's Carousel            | 8 februari 2001 | 5 maart 2018      | Draaimolen              |            |
| Luigi's Flying Tires              | 15 juni 2012    | 17 februari 2015  | Vliegende schotels      |            |
| Maliboomer                        | 8 februari 2001 | 7 september 2010  | Space shot              |            |
| Orange Stinger                    | 8 februari 2001 | 14 juli 2009      | Zweefmolen              |            |
| Mickey's Fun Wheel                | 4 mei 2009      | 8 januari 2018    | Excentriekreuzenrad     |            |
| Mission Tortilla Factory          | 8 februari 2001 | 31 mei 2011       | Walkthrough             |            |
| Muppet*Vision 3D                  | 8 februari 2001 | 1 november 2014   | 4D-film                 |            |
| Princess Dot Puddle Park          | 7 oktober 2002  | 5 september 2018  | Spraypark               |            |
| Sun Wheel                         | 8 februari 2001 | 14 oktober 2008   | Excentriekreuzenrad     |            |
| Seasons of the Vine               | 8 februari 2001 | 30 maart 2008     | Film                    |            |
| S.S. Rustworthy                   | 8 februari 2001 | 10 september 2010 | Speeltuin               |            |
| Superstar Limo                    | 8 februari 2001 | 1 januari 2002    | Darkride                |            |
| Tuck and Roll's Drive 'Em Buggies | 7 oktober 2002  | 5 september 2018  | Botsauto's              |            |
| The Twilight Zone Tower of Terror | 5 mei 2004      | 3 januari 2017    | Vrije val               |            |

Disneyland Resort · Lijst van attracties in Disney California Adventure Park